# Husk (bande dessinée)
Ne doit pas être confondu avec Husk (comics).

Husk est une série de bande dessinée de science-fiction dessinée par Arnaud Boudoiron et publiée par Soleil Productions. Le tome 1 est écrit par Frédéric L'Homme et le tome 2 par Louis.

## Synopsis
Dans un futur proche, la société Arnold fabrique des « Husks », des entités biomécaniques de cinq mètres de haut qui constituent un prolongement anatomique du corps de leur pilote. Située à Paris, la BMRI compte parmi les plus célèbres utilisateurs de Husks : cette prestigieuse brigade de police est chargée d’enquêter et de neutraliser les plus dangereux criminels du moment. C’est la vie quotidienne de ces hommes, au travers des différentes affaires auxquelles ils sont confrontés, que conte la série.

## Albums
- Husk, Soleil Productions, coll. « Mondes futurs » :

1. Monkey brain, avril 2007  (ISBN 978-2-84946-566-0)[1],[2]. Kness participe à la mise en couleurs.
2. Critical mass, février 2009  (ISBN 978-2-302-00494-8)[3].